# Saison 2 de Hardy Boys
Chronologie
Saison 1 Saison 3
 (juillet 2025).
Si vous disposez d'ouvrages ou d'articles de référence ou si vous connaissez des sites web de qualité traitant du thème abordé ici, merci de compléter l'article en donnant les références utiles à sa vérifiabilité et en les liant à la section « Notes et références ».
Cet article présente la deuxième saison de la série télévisée The Hardy Boys, composée de dix épisodes,.

## Synopsis
Six mois après les évènements de la saison précédente, un étudiant du nom de Dennis Gilroy est kidnappé au milieu des bois par une mystérieuse créature.

## Distribution

### Acteurs principaux
- Rohan Campbell (VF : Brieuc Lemaire) : Frank Hardy
- Alexander Elliot (VF : Arthur Dubois) : Joe Hardy
- Anthony Lemke (VF : Karim Barras) : Fenton Hardy
- Keana Lyn Bastidas (VF : Marie Braam) : Callie Shaw
- Linda Thorson (VF : Myriam Thyrion) : Gloria Estabrook
- Bea Santos (VF : Claire Tefnin) : Gertrude « Trudy » Hardy
- Adam Swain (VF : Maxime Van Santfoort) : Chet Morton
- Cristian Perri (VF : Damien Locqueneux) : Phil Cohen
- Atticus Dean Mitchell (VF : Grégory Praet) : JB Cox
- Riley O'Donnell (VF : Alayin Dubois) : Elizabeth « Biff » Hooper
- Alli Chung (VF : Audrey d'Hulstère) : Jesse Hooper
- Krista Nazaire (VF : Mélissa Windal) : Belinda Conrad
- Sadie Munroe (VF : Bruno Mullenaerts) : Lucy Wayne
- Leonidas Castrounis : Dennis Gilroy

### Acteurs récurrents
- Janet Porter (VF : Fabienne Loriaux) : Laura Hardy
- Frank Licari : Paul McFarlane
- Bill Lake : Ezra Collig
- Philip Williams : Wilt
- Jim Codrington : Sam Peterson
- Philip Craig : George Estabrook
- Tara Yelland (VF : Delphine Moriau) : Olivia Kowalski
- Milton Barnes (VF : Jean-Marc Delhausse) : Brian Conrad
- Jake Epstein (VF : Marc Weiss) : Adrian Munder
- John Daniel (VF : Thibaut Delmotte) : Donald Dukay
- Raven Dauda : Adjointe Con Riley
- Sima Sepehri (VF : Marcha Van Boven) : Angela Todd
- Mal Dassin : Mack Malone
- Gray Powell : George Estabrook jeune

### Invités
- Madison Brydges : Vanessa Bender (épisodes 1, 4 et 5)
- Brittany Raymond : Lola Burton (épisodes 1, 2, 4 et 5)
- Ian Matthews (VF : Alain Eloy) : Tom Elroy (épisodes 3 et 5)
- Michelle Giroux (VF : Monia Douieb) : Dr. Vivian Burelli (épisodes 4, 7, 8 et 10)
- Matilda Davidson : Tiffany Cohen (épisodes 4 et 6)
- Matthew MacFadzean (VF : Philippe Allard) : le maire Krassner (épisodes 5, 7, 8 et 10)
- Megan Trimble : Mme Kane (épisodes 7, 8 et 9)
- Anton Gillis-Adelman : l'adolescent (épisodes 7, 8 et 10)
- Kim Nelson : l'infirmière Marian Cody (épisodes 7, 8, 9 et 10)
- Stephanie Moran : Gloria jeune (épisode 10)

## Liste des épisodes
1. Une disparition
2. Rapports contradictoires
3. La caméra manquante
4. Un indice sur pellicule
5. En route pour la destruction
6. À la chasse à l'intrus
7. Ordres du docteur
8. Une frayeur de minuit
9. Capturé !
10. Un retour inattendu

### Épisode 1:Une disparition
- États-Unis : 6 avril 2022 sur Hulu
- Canada : 4 avril 2022 sur YTV
- France : 14 décembre 2022 sur Disney+

### Épisode 2:Rapports contradictoires
- États-Unis : 6 avril 2022 sur Hulu
- Canada : 11 avril 2022 sur YTV
- France : 14 décembre 2022 sur Disney+

- Kaleb Horn : Tad Carson

### Épisode 3:La caméra manquante
- États-Unis : 6 avril 2022 sur Hulu
- Canada : 18 avril 2022 sur YTV
- France : 14 décembre 2022 sur Disney+

- Noam Jenkins : Steve Shaw

### Épisode 4:Un indice sur pellicule
- États-Unis : 6 avril 2022 sur Hulu
- Canada : 25 avril 2022 sur YTV
- France : 14 décembre 2022 sur Disney+

- Amanda Cheung : Erica
- Phi Huynh : l'intrus au masque de démon

### Épisode 5:En route pour la destruction
- États-Unis : 6 avril 2022 sur Hulu
- Canada : 2 mai 2022 sur YTV
- France : 14 décembre 2022 sur Disney+

### Épisode 6:À la chasse à l'intrus
- États-Unis : 6 avril 2022 sur Hulu
- Canada : 9 mai 2022 sur YTV
- France : 14 décembre 2022 sur Disney+

- Michael Chan : le réceptionniste de l'hôtel

### Épisode 7:Ordres du docteur
- États-Unis : 6 avril 2022 sur Hulu
- Canada : 16 mai 2022 sur YTV
- France : 14 décembre 2022 sur Disney+

- Nitu Thakur : une infirmière

### Épisode 8:Une frayeur de minuit
- États-Unis : 6 avril 2022 sur Hulu
- Canada : 23 mai 2022 sur YTV
- France : 14 décembre 2022 sur Disney+

- John Ng : le professeur
- Daniel Cassidy : le policier

### Épisode 9:Capturé!
- États-Unis : 6 avril 2022 sur Hulu
- Canada : 30 mai 2022 sur YTV
- France : 14 décembre 2022 sur Disney+

- Fane Tse : Détective Richards

### Épisode 10:Un retour inattendu
- États-Unis : 6 avril 2022 sur Hulu
- Canada : 6 juin 2022 sur YTV
- France : 14 décembre 2022 sur Disney+